# Vrede van Madrid

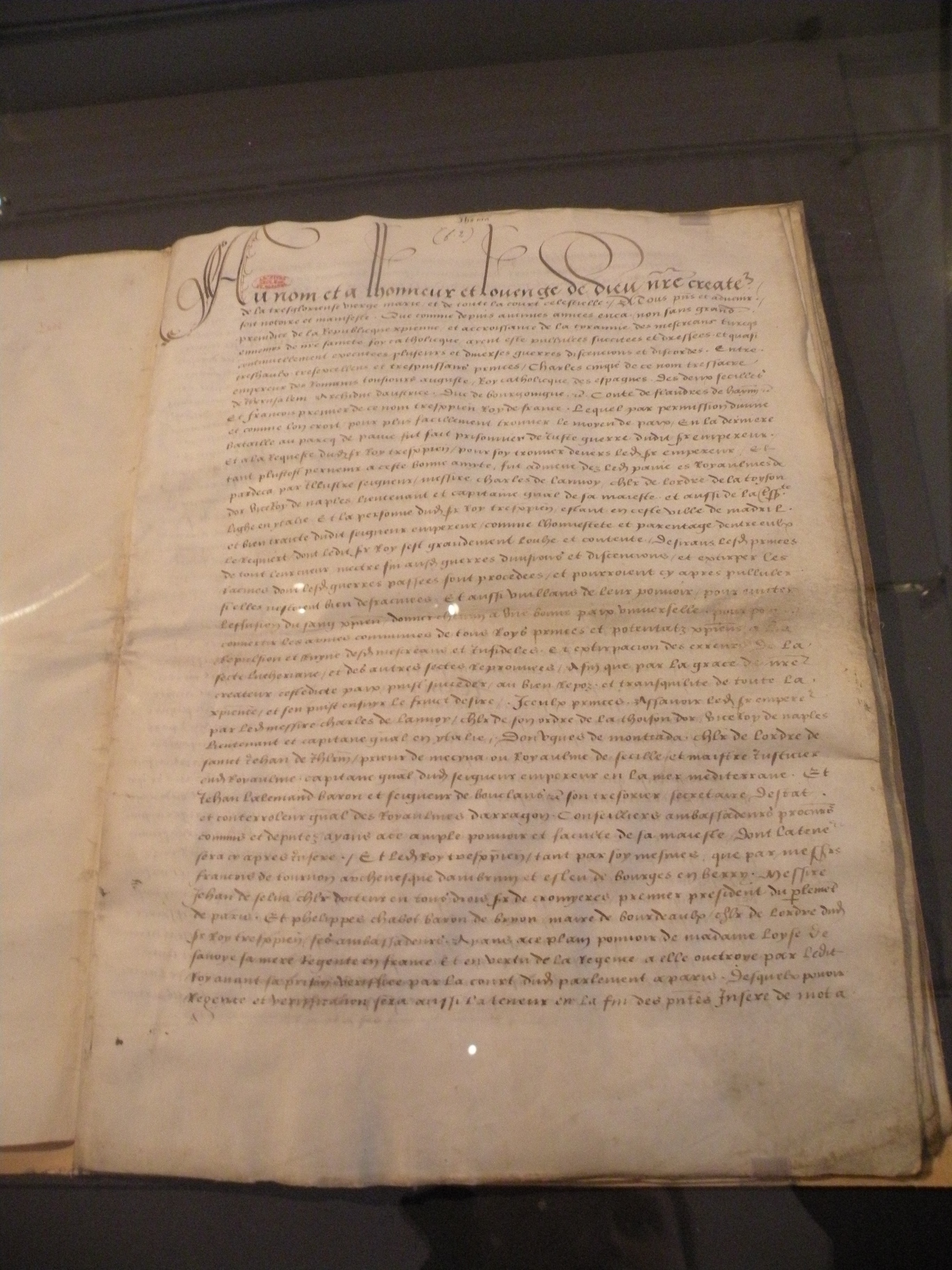
Vrede van Madrid, tekst in het Frans opgesteld

De Vrede van Madrid (1526) beëindigde een vijfjarige episode in de Italiaanse Oorlogen tussen Frankrijk en het Heilig Roomse Rijk.
Met de Vrede van Noyon (1516) had Frans I van Frankrijk bezit genomen van Milaan. Hierop zette keizer Karel V een coalitie op met koning Hendrik VIII van Engeland en paus Leo X.
In de Slag bij Pavia (1525) werd Frans I gevangengenomen en gedwongen de Vrede van Madrid te aanvaarden. Frans I moest zijn aanspraken op het hertogdom Milaan, het koninkrijk Napels, Franche-Comté, Kroon-Vlaanderen en het graafschap Artesië opgeven. De Vrede van Noyon verviel. Behalve in gebiedsoverdracht voorzag het verdrag ook in een huwelijk van Frans I met Karels zuster Eleonora.
De Franse vorst zwoer plechtige eden dat hij het verdrag na zijn vrijlating zou nakomen, ook tegenover Lannoy, maar hij had in het geheim door een notaris laten akteren dat hij al wat onder dwang was toegestaan niet zou honoreren. Lannoy zocht de vorst op in zijn slaapkamer en sloot de echtverbintenis met de handschoen.
Van zodra hij veilig in Parijs was verklaarde Frans I het verdrag nietig omdat het onder dwang tot stand was gekomen. Nicolas Perrenot de Granvelle werd afgevaardigd om hem van gedacht te doen veranderen en hem de Vrede doen naleven, maar tevergeefs. Granvelle werd 3 maanden opgesloten in het kasteel van Vincennes en de oorlog werd integendeel hervat. Na drie jaar strijd werden de belangrijkste onderdelen van de Vrede van Madrid bevestigd in de Damesvrede van Kamerijk.
Voor de Nederlanden betekende de Vrede van Madrid dat er een einde kwam aan de Franse soevereiniteit over bepaalde delen en dat met name Kroon-Vlaanderen en Artesië als Habsburgs bezit tot het Heilig Roomse Rijk gingen behoren, wat keizer Karel V in 1549 toeliet de vererving van alle Nederlanden te uniformiseren in de Pragmatieke Sanctie.

## Voetnoten
1. ↑  Geoffrey Parker, Emperor. A New Life of Charles V, 2020, p. 158